# Линдштедт
Это статья о деревне в Саксонии-Анхальт в Германии. Статью о дворце Линдштедт в Потсдаме см. Дворец Линдштедт
Линдштедт (нем. Lindstedt) — деревня в Германии, в земле Саксония-Анхальт.
Входит в состав города Гарделеген района Зальцведель. Население составляет 589 человек (на 31 декабря 2006 года). Занимает площадь 19,80 км².
Ранее Линдштедт имел статус общины (коммуны). 1 января 2011 года населённый пункт вошёл в состав города Гарделегена.
Герб населённого пункта был создан 29 августа 1939 года. Экономика базируется в основном на сельском хозяйстве. 